# Александр Радосавлєвич
Александр Радосавлєвич (словен. Aleksandar Radosavljevič, нар. 25 квітня 1979, Крань) — словенський футболіст, що грав на позиції півзахисника. Виступав за національну збірну Словенії, у складі якої був учасником чемпіонату світу 2010 року.

## Клубна кар'єра
У дорослому футболі дебютував 1998 року виступами за команду клубу «Триглав», в якій провів один сезон, взявши участь у 31 матчі чемпіонату. Після цього два з половиною роки грав за «Цельє».
У 2001 році під час матчі за молодіжну збірну Словенії з однолітками з Росії на Радосавлєвича звернув увагу один з тренерів російської збірної Олександр Побєгалов, який в той час тренував «Шинник». Через це в 2002 році Радосавлєвич уклав контракт з ярославським клубом. Спочатку словенець провів у «Шиннику» півтора року, але виходив на поле нечасто, тому вирішив повернутися в Словенію, перейшовши в клуб «Мура 05». За «Муру» Александр відіграв десять місяців і забив 8 голів. Після цього повернувся в «Шинник», де виступав по 2006 рік.
На початку 2007 року Радосавлєвич перейшов в «Том». Завдяки стабільній грі за новий клуб Радосавлєвич повернувся до складу збірної Словенії, через п'ять років з моменту останнього виступу за свою національну команду. 2 січня 2010 року було повідомлено, що словенець попросив різко збільшити зарплату, тому в «Томі» його більше не буде.
Натомість у січні 2010 року він уклав контракт до кінця сезону з грецькою «Ларисою».
В кінці серпня 2010 року Радосавлєвич став футболістом нідерландського клубу «АДО Ден Гаг». Гравець підписав контракт строком на один сезон,. Відіграв за команду з Гааги наступні два сезони своєї ігрової кар'єри. Більшість часу, проведеного у складі «АДО Ден Гаг», був основним гравцем команди.
В кінці серпня 2012 року Александр був відданий в оренду в клуб «ВВВ-Венло», за який Радосавлєвич виступав протягом сезону 2012/13 років, після чого повернувся на батьківщину, де того ж року завершив професійну ігрову кар'єру у клубі «Олімпія» (Любляна).

## Виступи за збірну
2002 року дебютував в офіційних матчах у складі національної збірної Словенії. Протягом кар'єри у національній команді, яка тривала 12 років, провів у формі головної команди країни 34 матчі, забивши 1 гол.
У складі збірної був учасником чемпіонату світу 2010 року у ПАР, зігравши у всіх трьох матчах.